# Sebecotepe I
Sequenré Cutaui Sobecotepe I ou Sebecotepe I (em egípcio: Sekhemre Kutawy Sobekhotep; lit. "Sobeque está contente") foi o primeiro faraó e o fundador da XIII dinastia egípcia durante o Segundo Período Intermediário, governando de 1 802 até 1 800 a.C. ou 1 724 até 1 718 a.C.. Segundo Kim Ryholt, ele era filho de Amenemés IV e irmão de Sonbefe.

## Reinado

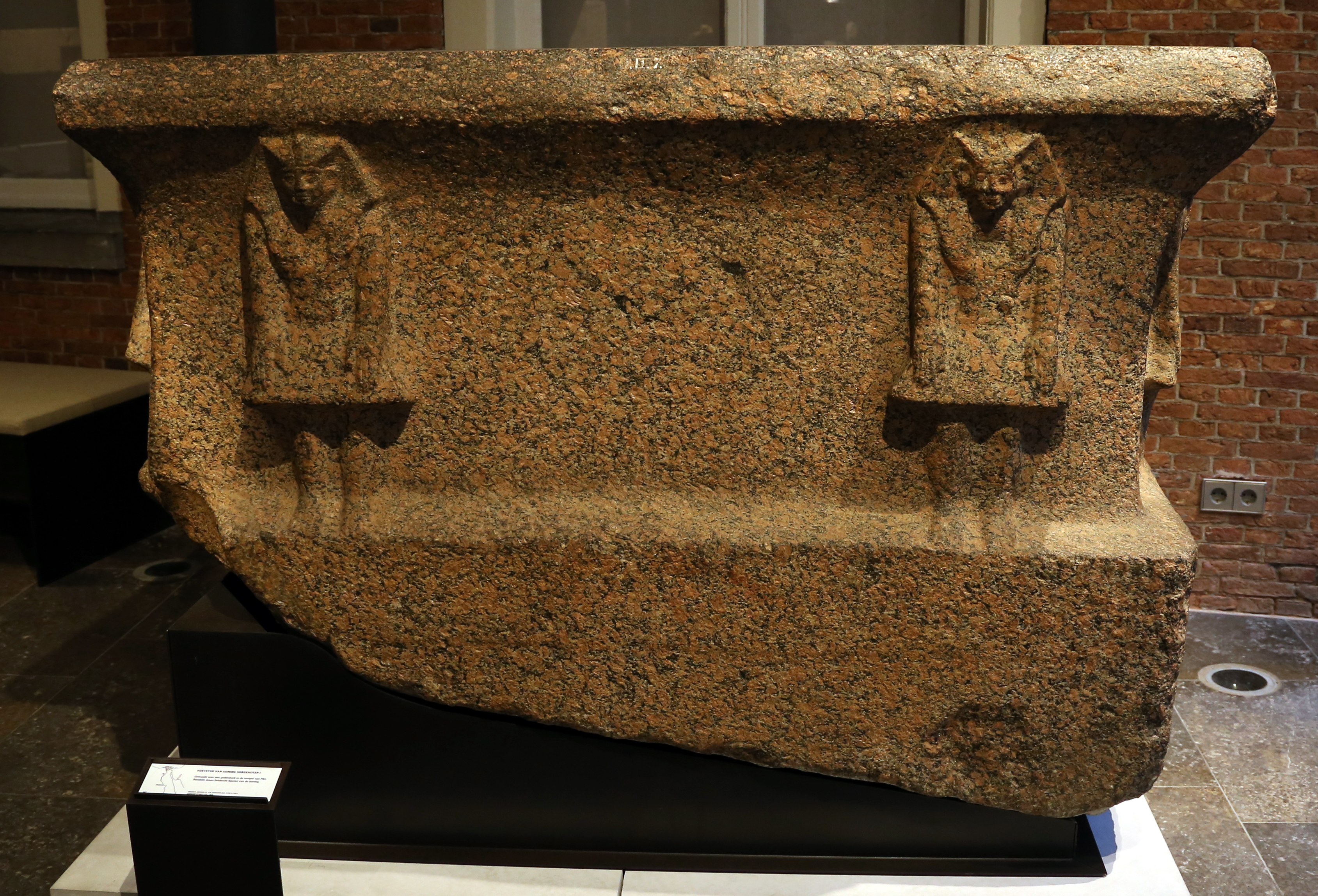
Inscrição de Abidos de Sebecotepe I criada por volta de no Rijksmuseum van Oudheden.

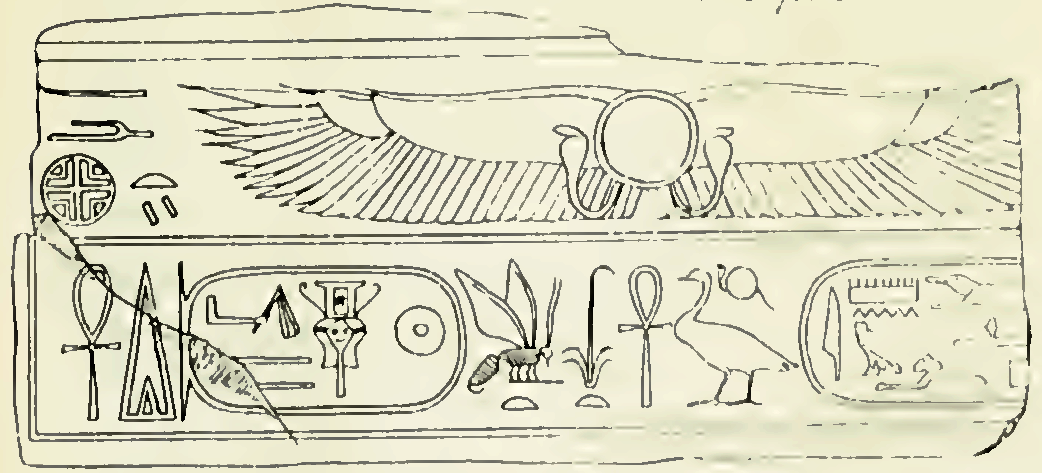
Titularidade de Sebecotepe em um relevo do templo mortuário de Mentuotepe II em Deir Elbari.

Antes da coroação de Sebecotepe I, o Egito havia se dividido com partes sob domínio de governantes com vida curta. O objetivo do faraó era fazer o país retornar à estabilidade política.
Sebecotepe parece apenas uma vez em alguns monumentos em uma medição da altura do Nilo em Cumé no primeiro ano de seu reinado.
Por não ter herdeiros para assumir o trono, Sebecotepe I foi sucedido por seu irmão Sonbefe.

## Sarcófago de Sebecotepe I

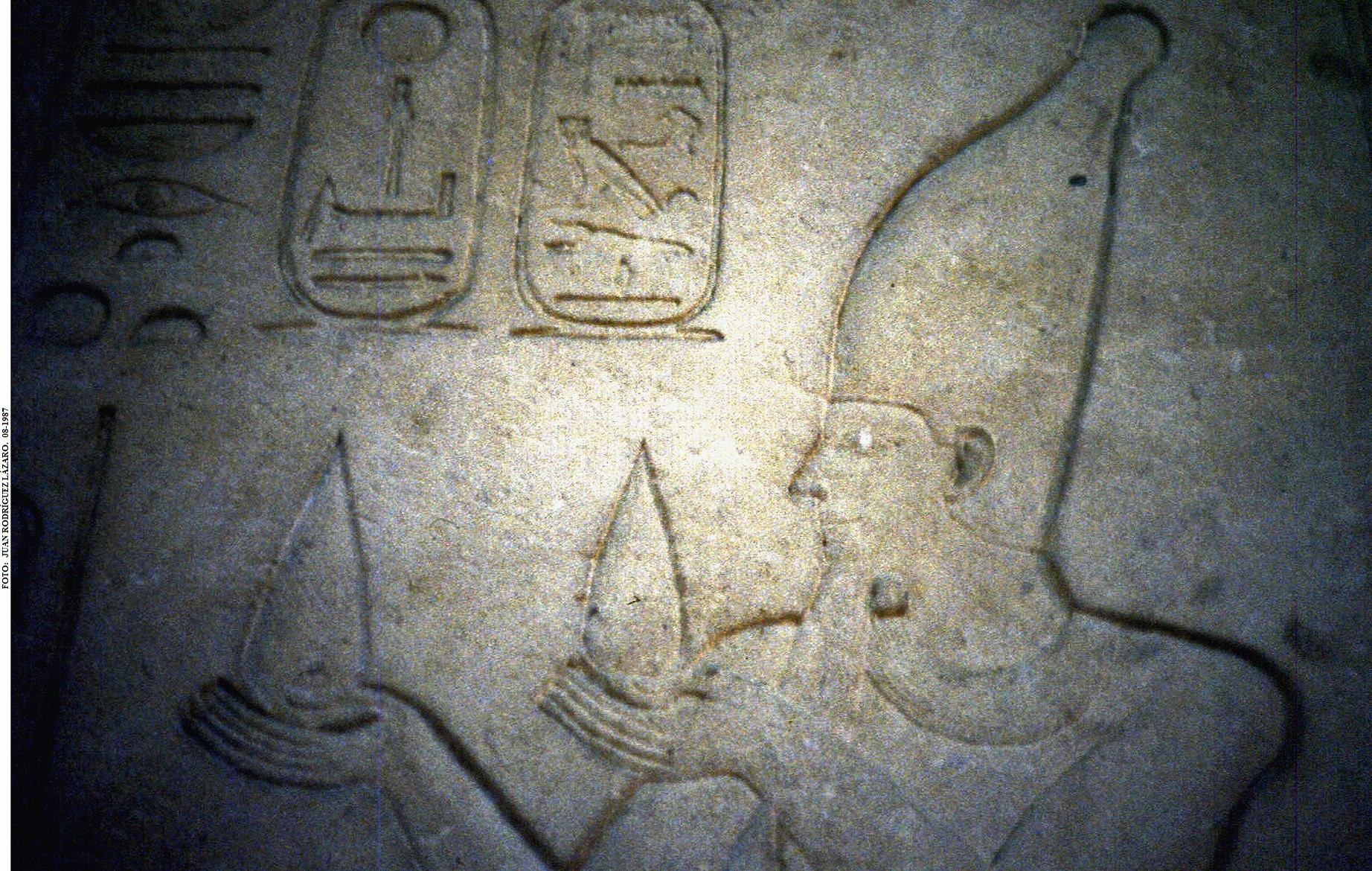
Inscrição mostrando Sebecotepe I dando uma oferenda feita em Medamude. Atualmente está no Museu Egípcio em Cairo.

Em 7 de janeiro de 2014, foi encontrada o sarcófago pertencente a Sebecotepe I por arqueólogos americanos. Ele pesava mais de 600 toneladas e ficava em Soague. Os arqueólogos demoraram um ano para encontrá-lo, e identificaram o sarcófago por 1 semana com a inscrição representando o faraó assentado no trono.